# Deutsche Ringermeisterschaften 1901
Die 5. Deutschen Ringermeisterschaften wurden 1901 im griechisch-römischen Stil ausgetragen. Es gab nur einen Wettbewerb, da es keine Gewichtsklassen gab.

## Ergebnisse
| Platz | Sportler       | Stadt     |
| ----- | -------------- | --------- |
| 1     | Otto Grandpair | Wiesbaden |
| 2     | Leopold Restle | Karlsruhe |
| 3     | Josef Otto     | Darmstadt |